# Смолчич, Иван
И́ван Смо́лчич (хорв. Ivan Smolčić; род. 17 августа 2000, Госпич) — хорватский футболист, защитник клуба «Комо».

## Клубная карьера
Смолич — воспитанник клубов «Госпич 91» и «Риека». 13 апреля 2019 года в матче против «Интера Запрешич» он дебютировал в чемпионате Хорватии в составе последних. Летом того же года Смолич на правах аренды перешёл в «Ориент». 1 сентября в матче против «Бьело Брдо» он дебютировал в Первой лиге Хорватии. 26 октября в поединке против дублёров «Осиека» Иван забил свой первый гол за «Ориент». В 2022 году Смолич на правах аренды выступал за «Хрватски Драговоляц». После окончании аренды игрок вернулся в «Риеку».
В начале 2025 года Смолич перешёл в итальянский «Комо», подписав контракт на четыре года. 7 февраля в матче против «Ювентуса» он дебютировал в итальянской Серии A.